# Jean-Marie Degoutte
Pour les articles homonymes, voir Degoutte.
Jean-Marie Joseph Degoutte, né le 18 avril 1866 à Charnay (Rhône) et mort le  	
31 octobre 1938 dans la même ville, est un général français, grand-croix de la Légion d'honneur et médaillé militaire, dont le nom est associé à la Première Guerre mondiale et à la construction de la Ligne Maginot alpine.

## Carrière

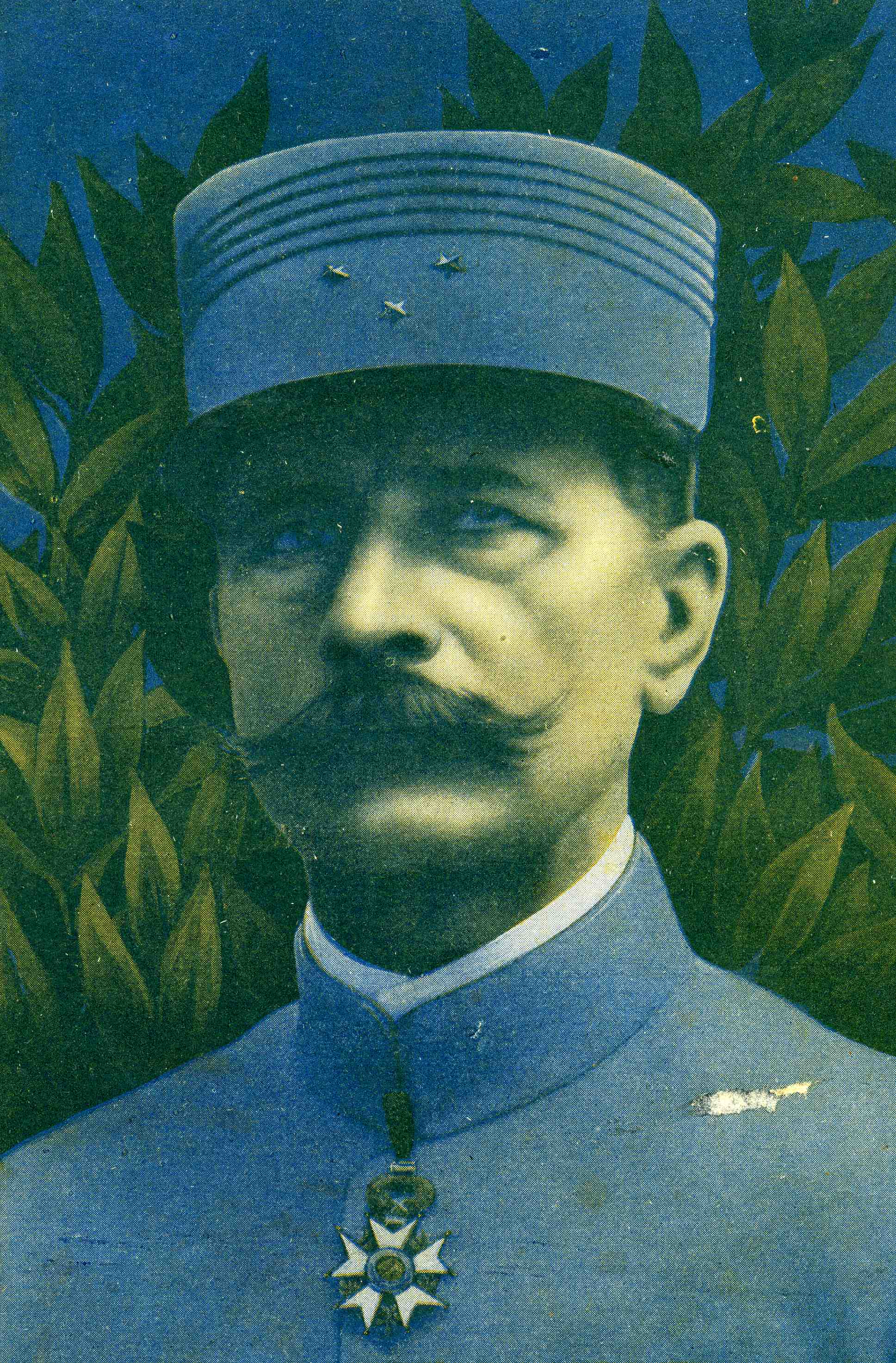
Couverture Le Pays de France No 188.

D'origine paysanne, il est né le 18 avril 1866 à Charnay (Rhône).
Soldat au 30e régiment d'artillerie, il entre à Saint-Cyr le 29 octobre 1888. Il en sort classé 9e en 1890.
Il sert quatre ans dans les Zouaves en Tunisie puis, par la suite, prend part à l'aventure coloniale comme à Madagascar en 1895 ou en Tunisie l'année suivante. En 1896 on le nomme capitaine au 142e RI. Il est stagiaire  à l'École supérieure de guerre en 1899, participe à la campagne de Chine puis termine sa scolarité en 1901. 
De retour en France, il est nommé lieutenant-colonel le 21 mars 1912 et commande le 163e RI. Il fait alors partie de l'état-major du commandant des troupes débarquées à Casablanca. À son retour en France, il suit des cours au Centre des hautes études militaires. À l'occasion de ses différents voyages, il a toujours appris les langues locales avec le souci de collecter un renseignement  de qualité. 
Nommé colonel le 1er novembre 1914 il est placé à la tête de l'état-major du 4e corps d'armée jusqu'au 28 janvier 1916 puis passe à celui de la IVe armée, alors commandée par le général Gouraud.
Il est fait Officier de la Légion d'honneur le 10 avril 1915 du fait de ses actes de bravoure, notamment pendant les attaques de septembre 1915 en Champagne.
Il passe général de brigade le 25 mars 1916, puis, au mois d'août de la même année, il commande la Division marocaine. A la tête de cette unité d'élite, il s’illustre pendant la bataille des monts de Champagne en avril 1917 puis lors de la seconde bataille de Verdun en août.
Le 9 mai 1917, il est promu commandeur de la Légion d'honneur.
Il est nommé général de division le 1er novembre 1917, il prend le commandement du 21e Corps avec lequel il se distingue pendant l’offensive de la Malmaison.
En mai 1918, son CA s’oppose avec succès à l’avance allemande sur l’Aisne. En juin, Degoutte, est nommé commandant de la VIe armée, avec laquelle il enraye l’attaque allemande sur la Marne avant de passer victorieusement à l’offensive aux côtés des forces du général Mangin. 
En septembre 1918, le général Degoutte devient le major-général du Groupe d’Armées des Flandres, placé sous le haut commandement du Roi Albert. Ensemble, ils conduisent une offensive dans les Flandres qui repousse les Allemands et se poursuit en octobre, libérant le littoral belge. L’armistice est signé le 11 novembre ; Degoutte reprend le commandement de la VI° Armée. Les troupes françaises vont ensuite occuper la rive gauche du Rhin.
Le 29 décembre 1918, il est promu au rang de grand-officier de la Légion d’honneur.
Lorsque l'armistice est signé, il est chargé de rédiger les clauses militaires du Traité de Versailles.
En octobre 1919, il commande l'armée du Rhin et en janvier 1920 il entre au Conseil supérieur de la guerre. Il est décoré de la DSM En 1923, il procède à l'occupation de la Ruhr jusqu'à l'évacuation totale en 1925, avant que le général Guillaumat ne le remplace. 

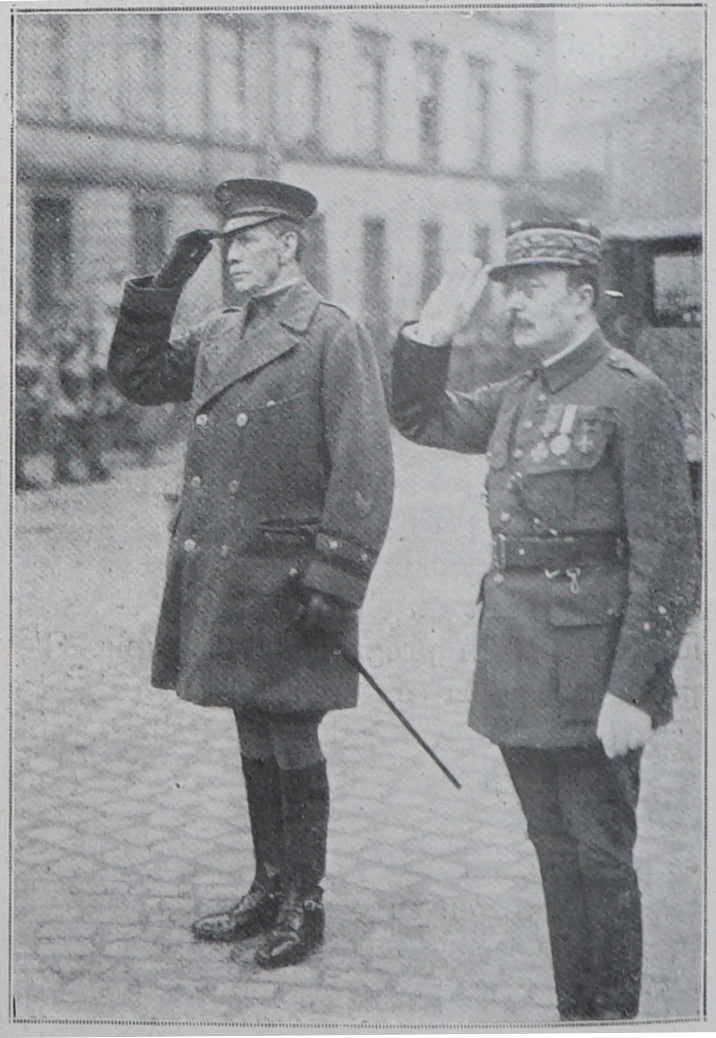
Le général Allen, américain et Degoutte à Mayence en 1920.
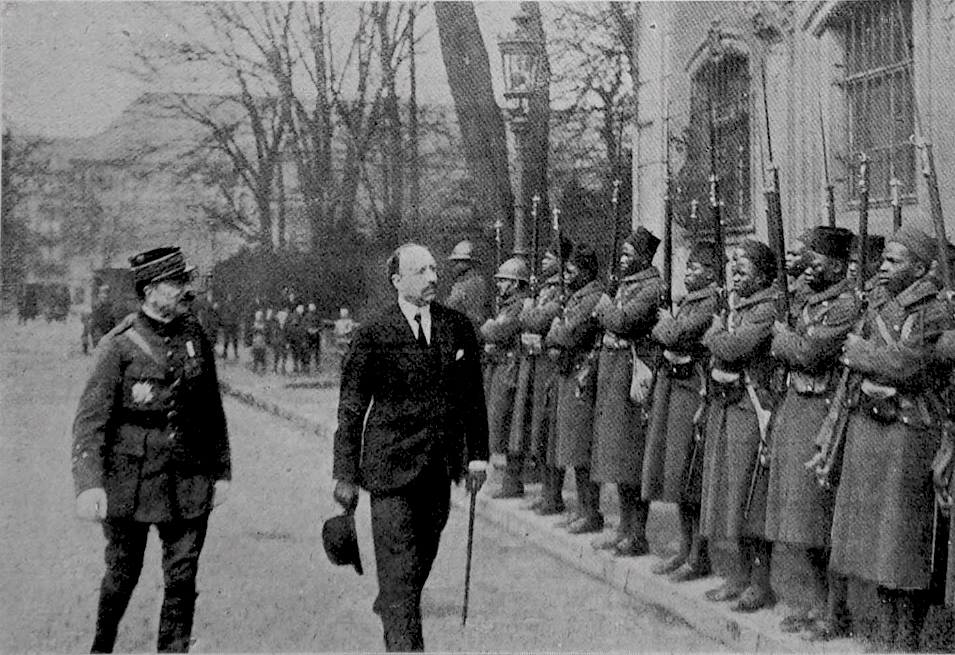
Mayence, 8 avril 1920, Tirard, le président de la haute commission interalliée, avec le général Degoutte.
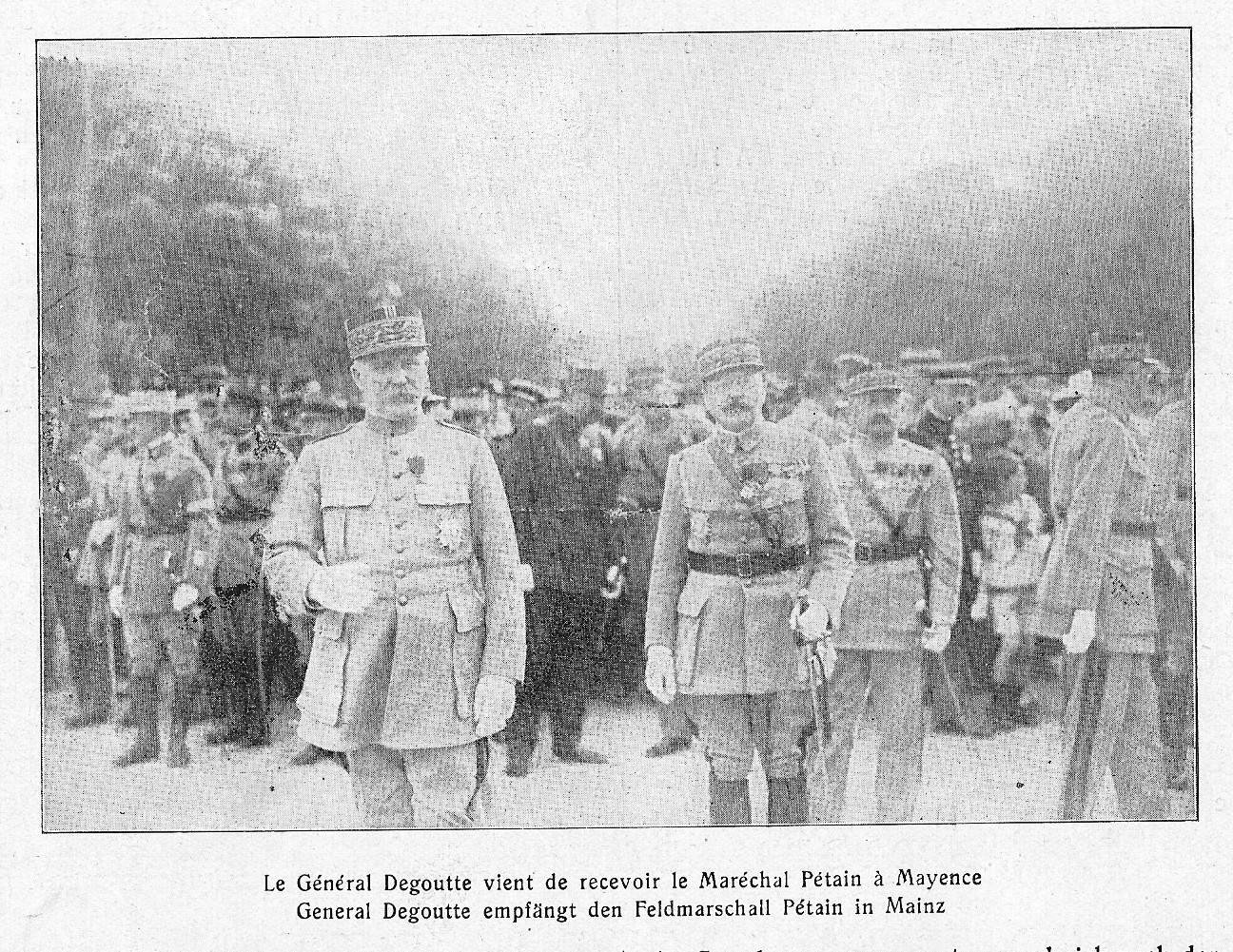
Avec Pétain à Mayence en 1920.
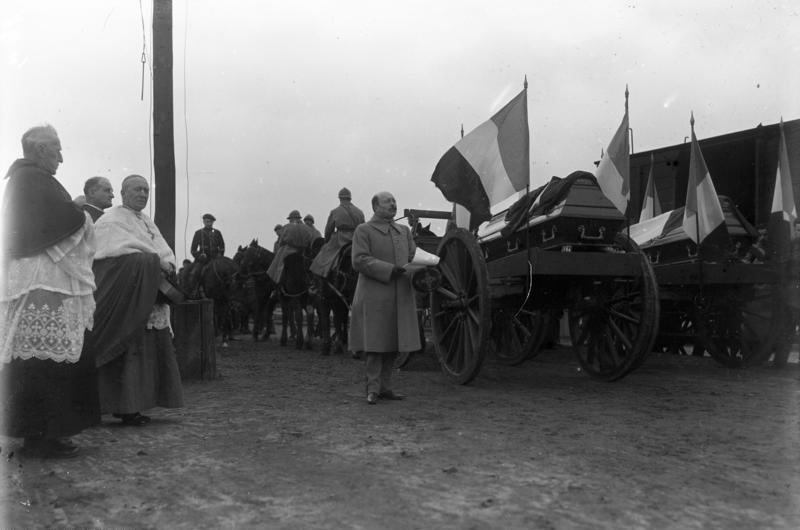
Discours du général Degoutte à Gelsenkirchen-Buer devant les cercueils d'officiers français, en mars 1923.

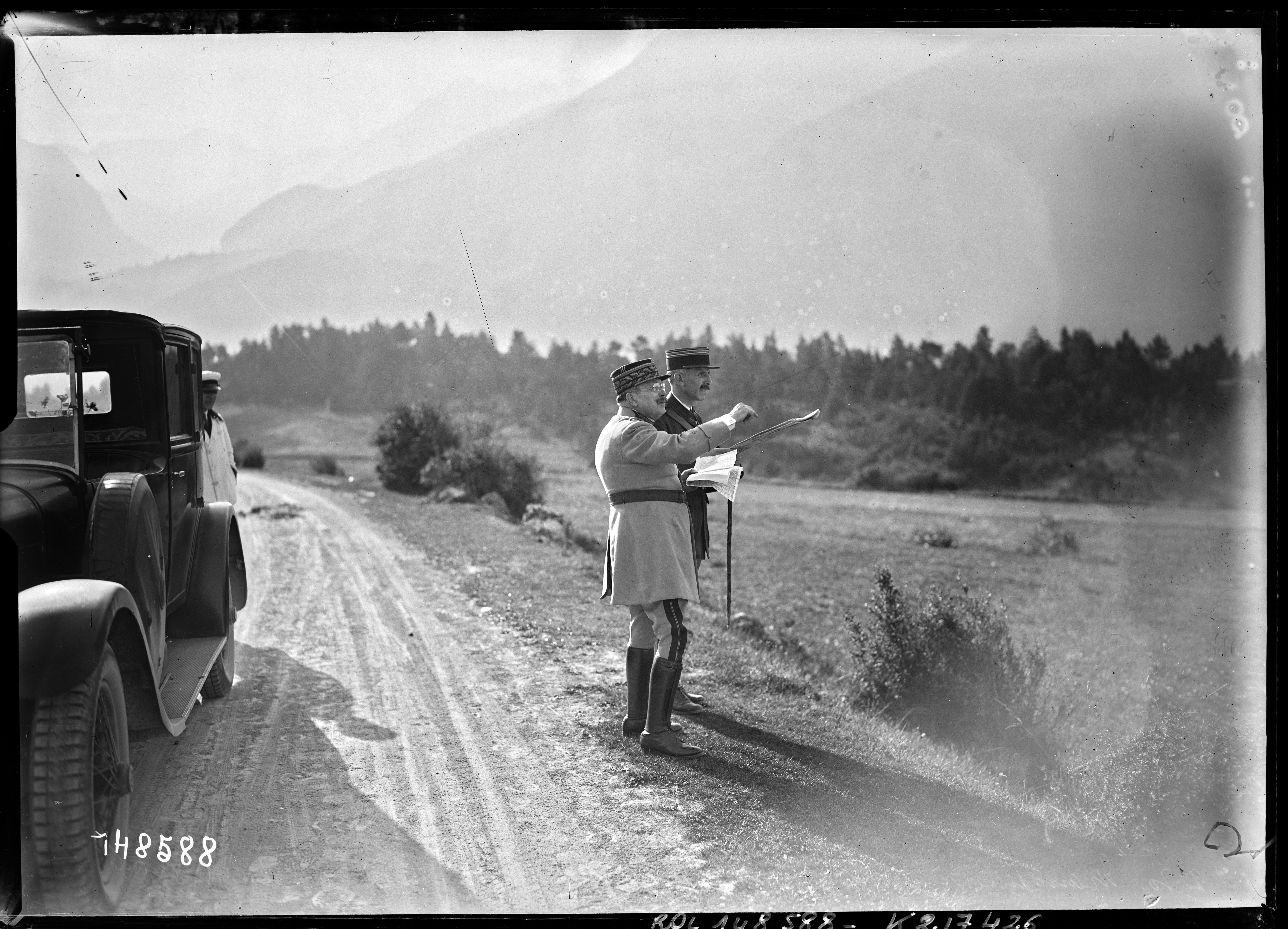
Le général Degoutte inspectant les manœuvres en Haute-Maurienne de septembre 1930.

Considéré comme l'un des pères de la ligne Maginot, il prend en 1925 le commandement de l'armée des Alpes et consacre ses dernières années à la fortification de la frontière franco-italienne.
La grand-croix de la Légion d'honneur lui est décernée en 1923 et la médaille militaire en 1928. Il était également titulaire de la Croix de guerre 1914-1918 avec 7 citations (6 palmes et 1 étoile vermeil).

## Vie personnelle

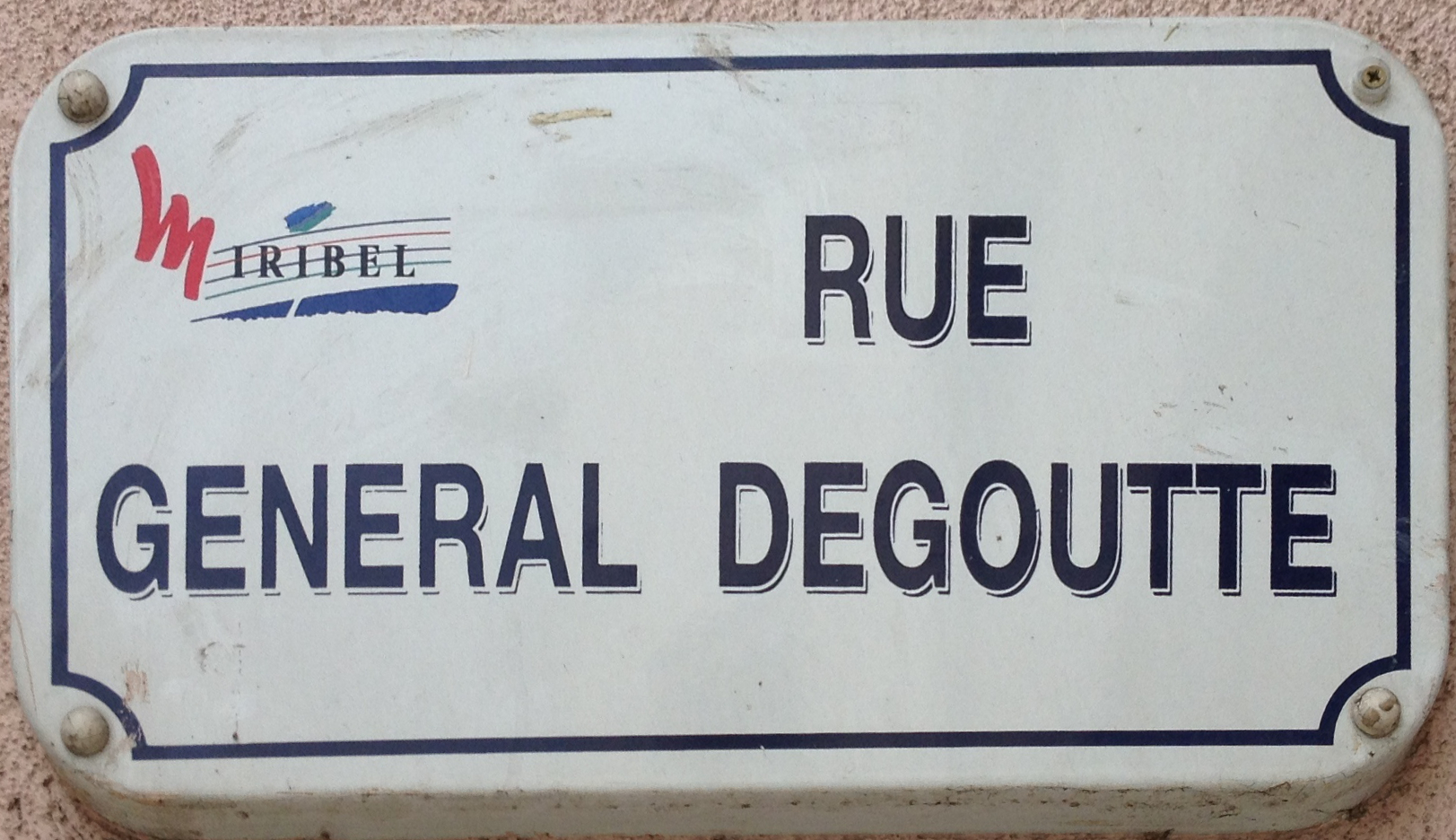
Rue du Général Degoutte à Miribel.

Il épouse Éléonore Peguet (de Miribel), le 5 novembre 1902. Il possédait une maison à Miribel et il est inhumé le 3 novembre 1938 dans le caveau des Peguet-Charvet au cimetière Saint-Martin. Une rue porte son nom à Miribel.

## Distinctions
- Médaille militaire (1928)

(Nota : la médaille militaire se porte en avant la LH pour les officiers généraux ayant commandé au front, attention selon La Grande Chancellerie aucun texte officiel n'existe et il s'agit d'une simple habitude)
- Grand-croix de la Légion d'honneur (1923)
- Croix de guerre 1914–1918

## Écrits
- L'occupation de la Ruhr, Imprimerie de l'Armée du Rhin, Dusseldorf, 1924